# Sveriges kommunistiska ungdomsförbund (2000)
Sveriges kommunistiska ungdomsförbund (SKU) är ett marxist-leninistiskt ungdomsförbund grundat år 2000. Förbundet står under ideologisk ledning av Sveriges kommunistiska parti, men är organisatoriskt självständigt. Förbundet kan ses som en fortsättning på det Sveriges kommunistiska ungdomsförbund (SKU) som var APKs ungdomsförbund fram tills början av 1990-talet. 
SKU anser sig representera den svenska ungkommunistiska traditionen, och liksom Ung Vänster ser man 1903 som rörelsens grundandedatum.